# Björkekärrs församling
Björkekärrs församling är en församling i Göteborgs södra kontrakt i Göteborgs stift. Församlingen ligger i Göteborgs kommun i Västra Götalands län och ingå i Örgryte pastorat.

## Administrativ historik
Församlingen bildades 1992 genom en utbrytning ur Härlanda församling och har sedan från 2000 till 2018 utgjort ett eget pastorat, för att därefter ingå i Örgryte pastorat.

## Kyrkor
- Björkekärrs kyrka

## Series pastorum
- Kyrkoherde, Lars Olsson, från 2000